# Ethiopoeus
Ethiopoeus era un genere di coleotteri della famiglia Buprestidae, formato dalla sola specie Ethiopoeus croesus, spostata nel genere Meliboeus nel 2008.